# Havenarbeider

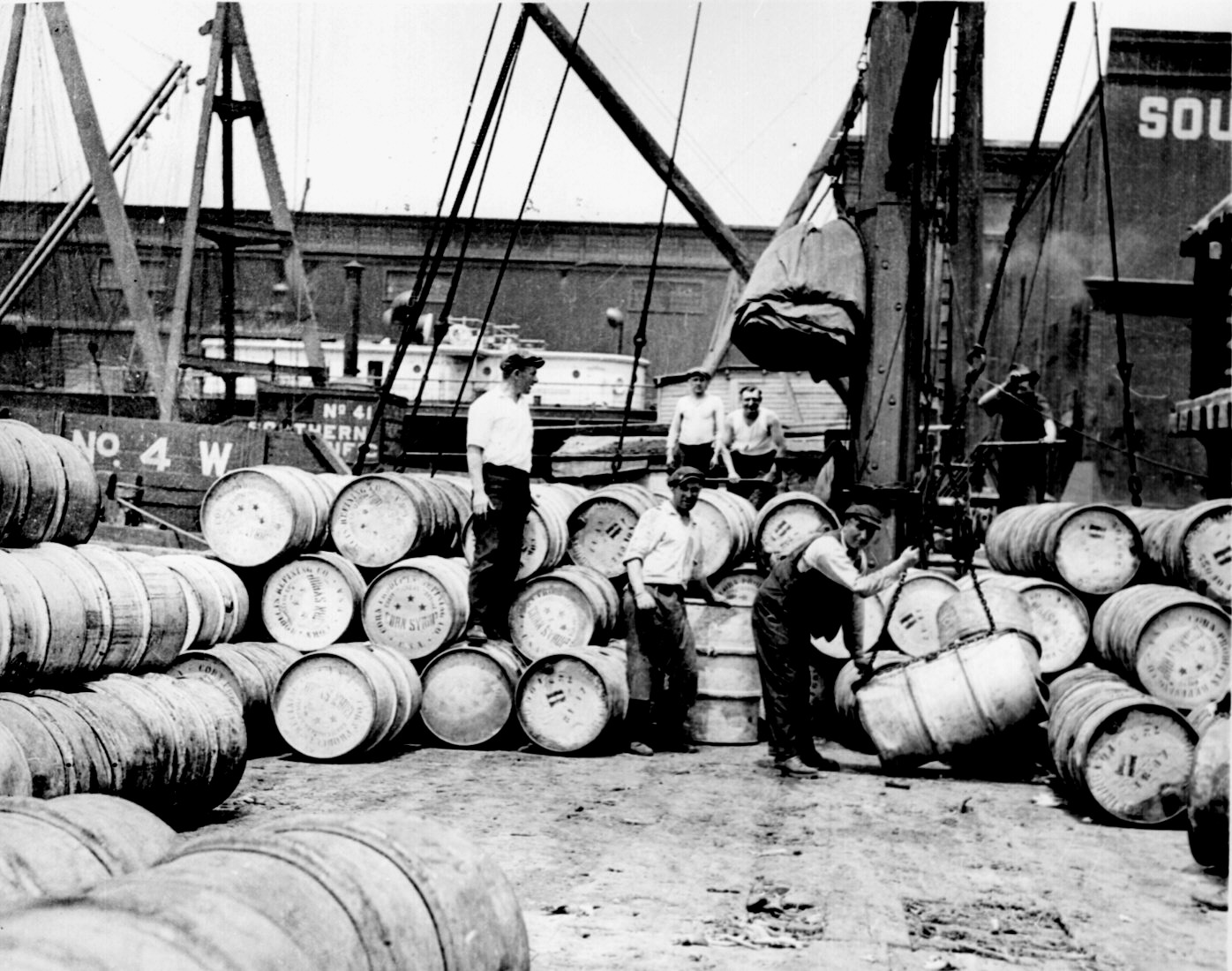
Stukgoed-stuwadoor in New York
(ca. 1912), Lewis Hine

Een havenarbeider, dokwerker of stuwadoor is iemand die in een haven werkt om de schepen te laden en te lossen. Het feitelijk vastzetten en losmaken van de lading aan boord is het werk van de sjorder.
In Nederland is de term stuwadoor meer gebruikelijk. Dit is afgeleid van het Spaanse estibador (stouwer), dat teruggaat op het Latijnse stīpāre ('ophopen'), en heeft zich via het Engelse stevedore een plaats in de Nederlandse taal verworven. De u van 'stuwen' was bij de vorming van het Nederlandse woord van invloed. Een stuwadoorsbedrijf kan ook voor de opslag van de goederen zorg dragen. De stuwadoor werkt vaak in opdracht van een rederij. Er zijn ook zelfstandig opererende stuwadoorsbedrijven. 
In Vlaanderen vindt de term (erkende) havenarbeider meer en meer ingang, omdat dit de term is die de wetgever hanteert. Een oude term die vroeger gebruikt werd, is "buildrager". Een bekend standbeeld, De Buildrager (1885) van Constantin Meunier, staat aan het eilandje in Antwerpen en is het symbool voor de dokwerkers.

## Geschiedenis
In het verleden was het laden en lossen van schepen zwaar en langdurig werk. Alle vracht die een schip vervoerde moest met de hand aan en van boord gebracht worden. De lading moest nauwkeurig gestuwd worden en er kwam heel wat vakmanschap aan te pas om alles veilig en zo plaats-efficiënt mogelijk in het schip te plaatsen. In de loop der tijd zijn veel schepen gespecialiseerd geworden in specifieke vrachten, zoals containers, auto's of olie. Door deze evolutie zijn er veel minder havenarbeiders nodig om het werk handmatig te verrichten. Veel werk wordt overgenomen door kranen en automatisering. Op een kleine groep schepen na die wel nog vakkundig gestuwd moeten worden, kunnen havenarbeiders bijgevolg ook worden ingezet om kranen te bedienen of bijvoorbeeld de auto's op het schip te rijden.
Dikwijls heeft (of had) de dokwerker een beschermd statuut, met een arbeidscontract, verschillend van een gewoon arbeidscontract. Meer bepaald omdat er strenge eisen gesteld worden aan veiligheid en aan vakbekwaamheid voor het stapelen van scheepsladingen. Dit statuut verschilt van land tot land, zelfs van haven tot haven. Het statuut geeft de arbeiders ook exclusieve rechten, die niet van toepassing zijn op "niet-erkende" havenarbeiders, onder meer qua loon of loonvervanging bij ontstentenis van werk. Begin 21e eeuw kwam dit statuut onder druk, enerzijds doordat Europa deze "concurrentievervalsende" maatregelen wilde terugdringen, maar anderzijds ook doordat reders loonkosten wilden drukken door de routinematige aspecten van het werk te laten overnemen door goedkopere arbeidskrachten en/of automatisering.

## Veiligheid
Havenarbeid brengt soms gevaren met zich mee. Sommige voorwerpen zijn erg zwaar of schadelijk voor de gezondheid en moeten met de nodige veiligheidsmaatregelen behandeld worden. Er zijn allerlei gevaren waar te allen tijde rekening mee gehouden moet worden. Voorbeelden zijn vallende voorwerpen, brekende kabels, brand en gebrek aan zuurstof in de scheepsruimen.

### België

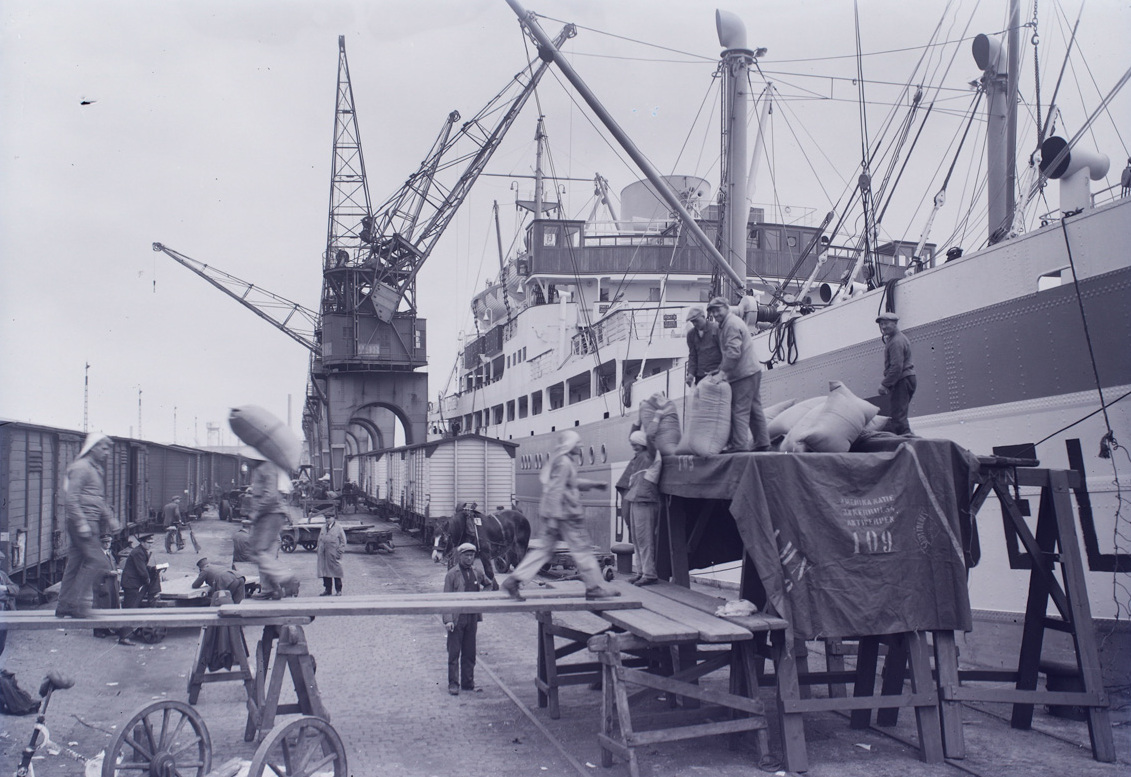
Het behandelen van stukgoed in Antwerpen, eind jaren 1930

In België wordt de havenarbeid geregeld door de wet-Major. Deze wet schrijft voor dat zeeschepen in de Belgische havens enkel gelost en geladen mogen worden door erkende havenarbeiders. Ratio legis van deze bijzondere reglementering is dat de havenarbeiders, gelet op hun gevaarlijke en hoog verantwoordelijke activiteiten en daarmee vereiste gespecialiseerde vakkennis, nood hebben aan een beschermend sociaal statuut. Het werk van de havenarbeiders wordt geregeld door de vakbond, die beslist wie welk werk doet en waar. Havenbedrijven geven aan hoeveel havenarbeiders ze nodig hebben voor bepaalde taken en krijgen hiervoor bepaalde havenarbeiders toegewezen.

### Nederland
In Nederland is er sinds 2014 een e-learning lesprogramma van de stichting 'Veilige Haven' van werkgevers- en werknemers. Het lesprogramma bestaat uit een basismodule en diverse sectormodules: tank, droge bulk, container, rail, roro, stukgoed en TD. Het leidt op voor het 'Veiligheid Certificaat Havens' (VCH). Het VCH legt de nadruk op het stimuleren van een positief veiligheidsgedrag, terwijl andere veiligheidscertificaten vooral op kennis toetsen.

## Soorten stuwadoors

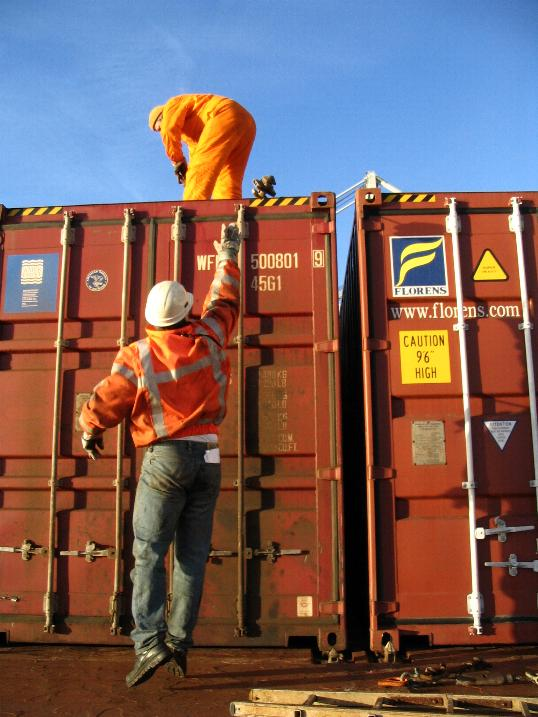
Een stuwadoor gooit een twistlock op een container

Stuwadoors kunnen worden onderscheiden naar hun specialiteit bij het verwerken van goederen:
- stukgoed-stuwadoors verwerken vooral goederen verpakt in dozen, kratten, kisten, vaten en zakken.
- polyvalente stuwadoors kunnen verschillende ladingen verwerken: goederen verpakt in containers, op pallets en roro-ladingen.
- massagoed-stuwadoors zijn gespecialiseerd in de behandeling van gestorte goederen. Deze goederen komen op bulkschepen aan in de vorm van poeders, korrels, brokken of stukken. De goederen zijn onverpakt en los gestort. Hierbij valt te denken aan ertsen, kolen en granen. Er zijn ook stuwadoors gespecialiseerd in de over- en opslag van vloeistoffen als ruwe olie en vloeibaar aardgas.
- container-stuwadoors beschikken over materieel dat speciaal geschikt is voor het in- en uitladen van containers. Ook het laden en lossen van containers wordt stuwadoren genoemd. Dit wordt gedaan om meer goederen in een zeecontainer te krijgen.

Als gevolg van het toegenomen containervervoer vanaf de 19e eeuw en de ontwikkelingen in de automatisering is het werk in de haven in de loop van de tijd overigens drastisch veranderd, doordat het handwerk bij de overslag grotendeels verdween. Verreweg het meeste goederenvervoer over zee gebeurt tegenwoordig door middel van containers.

## Andere taken en werkomgeving
Naast het overslaan en opslaan kan de stuwadoor andere taken vervullen, zoals het controleren en sorteren van de lading, bepaalde bewerkingen doen als breken, zeven en mengen van massagoedlading en het laden en lossen van vrachtwagens en treinen met goederen van of naar het achterland.
De stuwadoor werkt op een kade waar schepen kunnen aan- en afmeren en beschikt over materieel om de schepen te laden of te lossen, zoals kranen en pompen. Het terrein voor de tijdelijke opslag van goederen kan open zijn, maar er kunnen ook loodsen, silo's en opslagtanks op staan. Voor de af- en aanvoer van de goederen dient infrastructuur aanwezig te zijn voor de behandeling van binnenvaartschepen, pijpleidingen, laad- en losplaatsen voor vrachtwagens en treinen.
De stuwadoor moet er samen met de cargadoor voor zorgen dat het schip zowel in de lengte als in de breedte (en dus ook diagonaal) qua belading in balans is, om breken of kapseizen van het schip te voorkomen (denk hierbij bijvoorbeeld aan het grote aantal containers met verschillende soorten inhoud en van verschillend gewicht aan dek van een schip). Hij zal daarbij ook moeten letten op de volgorde van lossen.

## Nederlandse stuwadoorsbedrijven
Enkele voorbeelden van Nederlandse stuwadoorsbedrijven zijn:
- Europees Massagoed Overslagbedrijf (EMO) De grootste drogebulkterminal van West-Europa.
- OBA Bulk Terminal Amsterdam, Ertsoverslagbedrijf Europoort en OVET, voor steenkool en ijzererts
- Vopak, natte bulkgoederen
- Gate terminal, lng
- Europe Container Terminals, containers